# Olibrus lubricatus
Olibrus lubricatus là một loài bọ cánh cứng trong họ Phalacridae. Loài này được Lyubarsky miêu tả khoa học năm 2004.